# Kaplica grobowa Marylskich w Brwinowie
Kaplica grobowa rodziny Marylskich – kaplica grobowa zbudowana prawdopodobnie na przełomie XVIII i XIX w., obecnie znajdująca się w Brwinowie.

## Historia
Budowla na początku pełniła funkcję kaplicy dworskiej rodziny Marylskich w ich majątku w Książenicach. Następnie z inicjatywy jego dziedzica Eustachego Marylskiego kaplica została przeniesiona na teren cmentarza parafialnego w Brwinowie.

Budynek został usytuowany w centralnej części cmentarza na grobie ojca pomysłodawcy przenosin –  zmarłego w 1829 roku Piotra Marylskiego, który był oficerem Wojska Polskiego w czasie insurekcji kościuszkowskiej, jak również radcą Stanu w Księstwie Warszawskim.

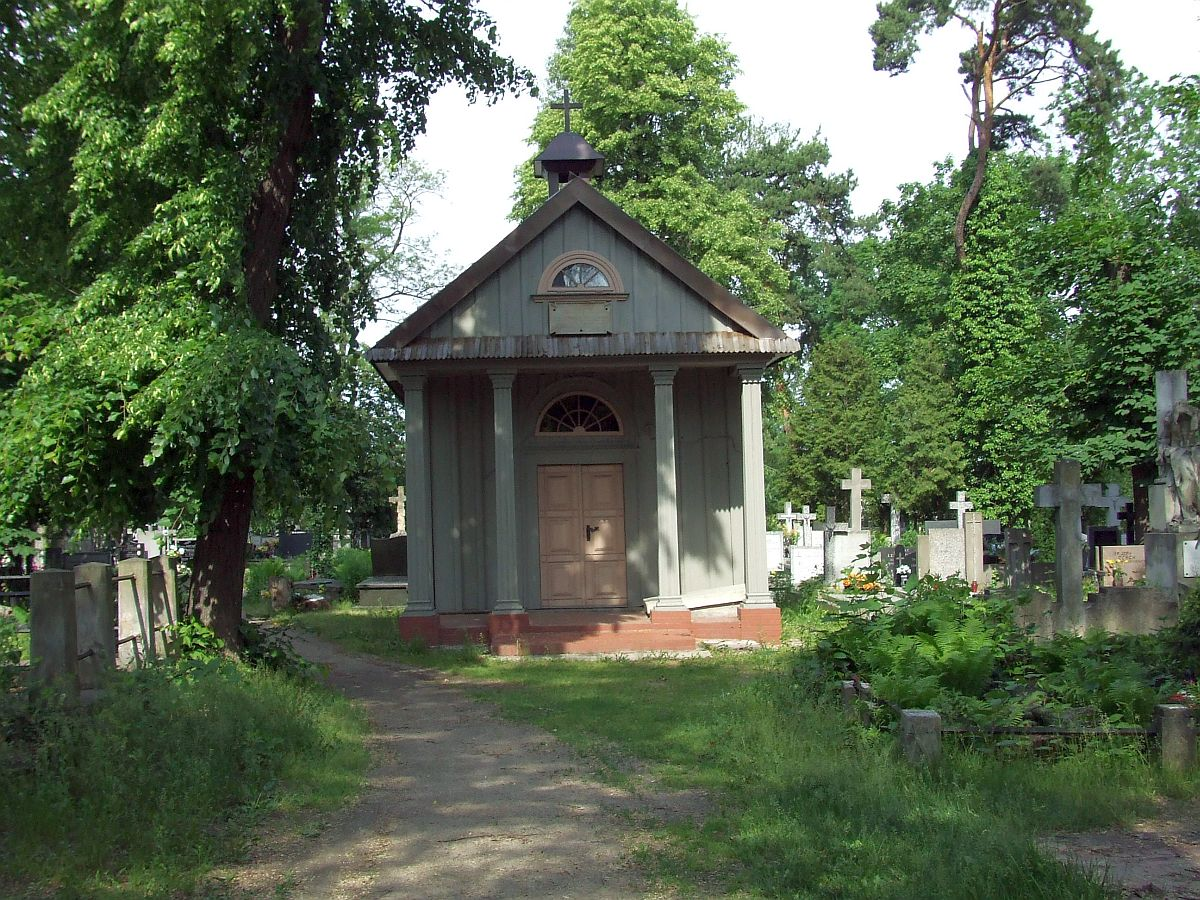
Kaplica w trakcie prac renowacyjnych

## Zabytek
W 1988 r. kaplica wraz z całym cmentarzem została wpisana do rejestru zabytków.
W 2015 r. zaczęto prowadzić prace konserwatorskie o charakterze interwencyjnym. W ramach nich wykonano między innymi: wentylację, rekonstrukcję podłogi oraz zabezpieczenie budynku, chroniące przed zagrożeniami takimi jak zagrzybianie. Oprócz gminy współpracującej z konserwatorem zabytków, w prace renowacyjne od początku zaangażowane było brwinowskie Towarzystwo Opieki nad Zabytkami.